# Lista de canções gravadas por Evanescence

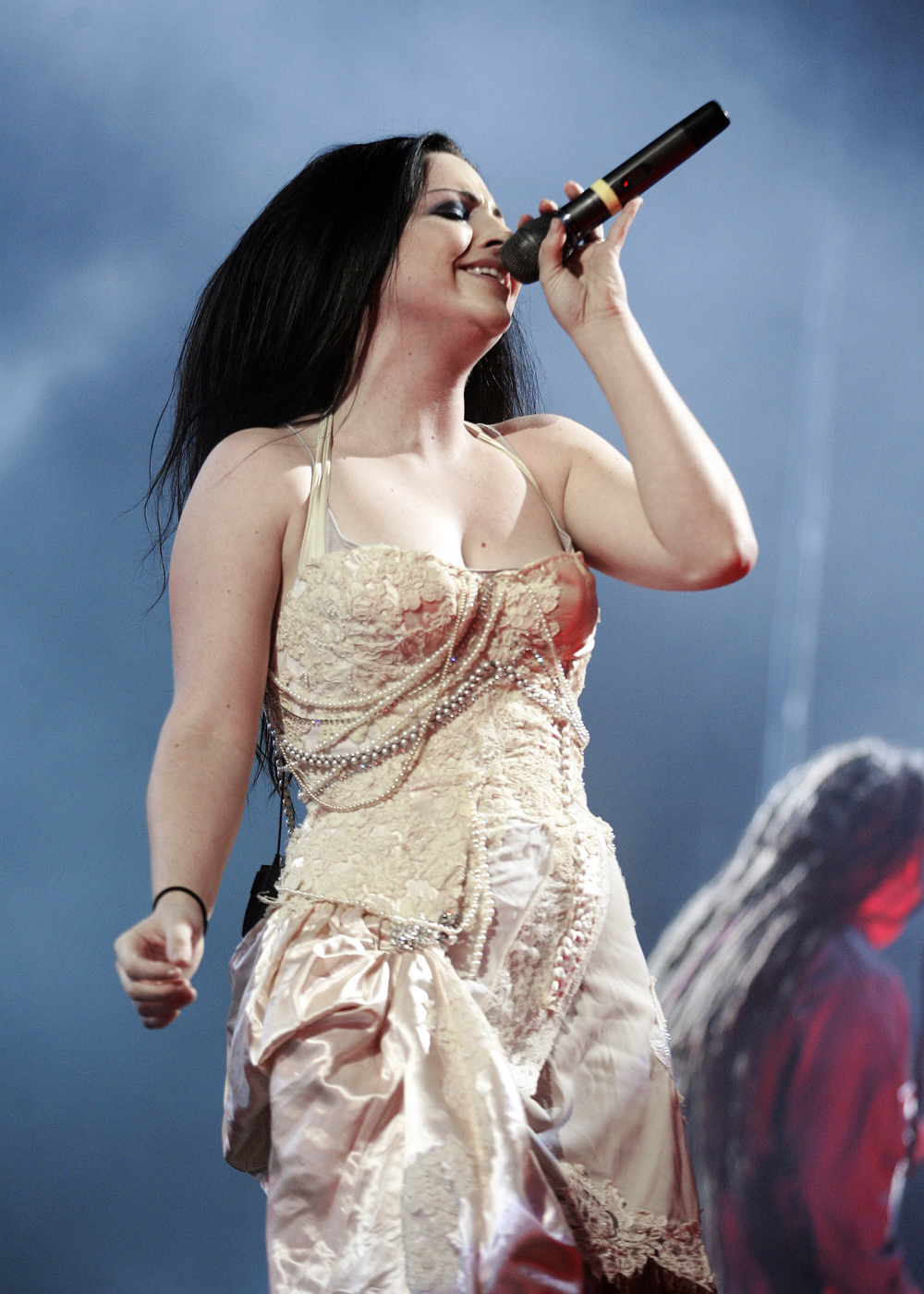
A vocalista Amy Lee durante performance em Miami em 2007.

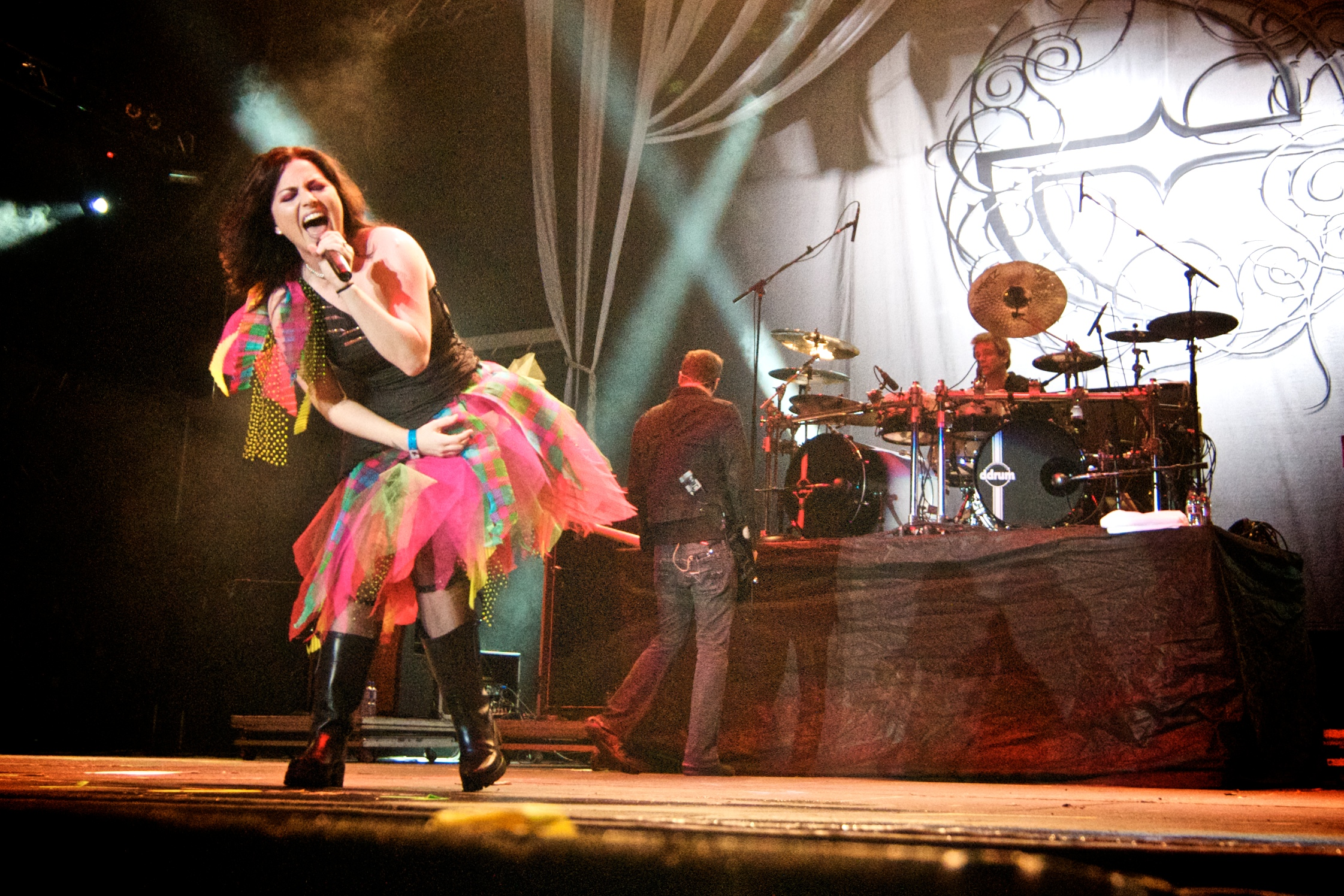
Evanescence no Maquinária Festival em 2009.

A lista de canções de Evanescence traz a listagem de todas as músicas da banda norte-americana, junto com o tempo de duração de cada faixa, e seus respectivos compositores.

## Lista
| Título                             | Ano de lançamento | Duração | Álbum de origem            | Compositor(es)                                                          | Nota(s) |
| ---------------------------------- | ----------------- | ------- | -------------------------- | ----------------------------------------------------------------------- | --- |
| “All That I'm Living For”          | 2006              | 3:48    | The Open Door              | Amy Lee John LeCompt                                                    | |
| “Anywhere”                         | 2000              | 6:03    | Origin                     | Ben Moody David Hodges                                                  | |
| “Ascension Of The Spirit”          | 1999              | 11:48   | Sound Asleep               | —                                                                       | |
| “Away From Me”                     | 2000              | 3:30    | Origin                     | Amy Lee Ben Moody David Hodges                                          | |
| “Bring Me to Life”                 | 2003              | 3:58    | Fallen                     | Amy Lee Ben Moody David Hodges                                          | - Venceu o Grammy Award na categoria Melhor Performance de Hard Rock - Indicado ao VMA 2003 na categoria Melhor Vídeo de Artista Revelação - Indicado ao MTV EMA de 2003 na categoria Melhor Canção - Indicado ao Kerrang! Awards de 2003 na categoria Melhor Single - Indicado ao International Dance Music Awards de 2004 na categoria Melhor Dança de Rock Alternativo |
| “Call Me When You're Sober”        | 2006              | 3:34    | The Open Door              | Amy Lee Terry Balsamo                                                   | - Indicado no People's Choice Awards de 2006 na categoria Canção de Rock Favorita - Venceu o MuchMusic Video Awards de 2007 na categoria Melhor Vídeo Internacional |
| “Cloud Nine”                       | 2006              | 4:22    | The Open Door              | Amy Lee Terry Balsamo                                                   | |
| “Disappear”                        | 2011              | 3:07    | Evanescence Deluxe Edition | Amy Lee Terry Balsamo Tim McCord Troy McLawhorn                         | |
| “End of the Dream”                 | 2011              | 3:49    | Evanescence                | Amy Lee Terry Balsamo Tim McCord Will Hunt                              | |
| “Erase This”                       | 2011              | 3:55    | Evanescence                | Amy Lee Terry Balsamo Tim McCord Troy McLawhorn                         | |
| “Eternal”                          | 2000              | 7:22    | Origin                     | Ben Moody David Hodges                                                  | |
| “Even In Death”                    | 2000              | 4:09    | Origin                     | Amy Lee Ben Moody David Hodges                                          | |
| “Everybody's Fool”                 | 2003              | 3:16    | Mystary EP                 | Amy Lee Ben Moody David Hodges                                          | |
| “Exodus”                           | 1998              | 3:07    | Evanescence EP             | —                                                                       | |
| “Farther Away”                     | 2003              | 4:01    | Mystary EP                 | Amy Lee Ben Moody David Hodges                                          | |
| “Field Of Innocence”               | 2000              | 5:13    | Origin                     | Amy Lee Ben Moody David Hodges                                          | |
| “Forgive Me”                       | 1999              | 3:01    | Sound Asleep               | —                                                                       | |
| “Give Unto Me”                     | 1999              | 1:59    | Sound Asleep               | —                                                                       | |
| “Going Under”                      | 2003              | 3:35    | Fallen                     | Amy Lee Ben Moody David Hodges                                          | - Indicado ao Kerrang! Awards de 2004 na categoria Melhor Single |
| “Good Enough”                      | 2006              | 5:31    | The Open Door              | Amy Lee                                                                 | |
| “Haunted”                          | 2003              | 3:06    | Fallen                     | Amy Lee Ben Moody David Hodges                                          | |
| “Heart-Shaped Box”                 | 2003              | 2:47    | Going Under - Single       | Kurt Cobain                                                             | Cover da banda Nirvana. |
| “Hello”                            | 2003              | 3:40    | Fallen                     | Amy Lee                                                                 | |
| “Imaginary”                        | 2000              | 3:31    | Origin                     | Amy Lee Ben Moody David Hodges                                          | |
| “Lacrymosa”                        | 2006              | 3:37    | The Open Door              | Amy Lee Terry Balsamo                                                   | |
| “Lies”                             | 2000              | 3:50    | Origin                     | Amy Lee Ben Moody                                                       | |
| “Like You”                         | 2006              | 4:16    | The Open Door              | Amy Lee                                                                 | |
| “Lithium”                          | 2006              | 3:44    | The Open Door              | Amy Lee                                                                 | |
| “Lose Control”                     | 2006              | 4:50    | The Open Door              | Amy Lee Terry Balsamo                                                   | |
| “Lost in Paradise”                 | 2011              | 4:42    | Evanescence                | Amy Lee                                                                 | |
| “Made of Stone”                    | 2011              | 3:33    | Evanescence                | Amy Lee Terry Balsamo Tim McCord Will Hunt Troy McLawhorn               | |
| “Missing”                          | 2004              | 4:17    | Anywhere but Home          | Amy Lee Ben Moody David Hodges                                          | |
| “My Heart Is Broken”               | 2011              | 4:29    | Evanescence                | Amy Lee Terry Balsamo Tim McCord Will Hunt Zach Williams                | |
| “My Immortal”                      | 2000              | 4:23    | Origin                     | Amy Lee Ben Moody David Hodges                                          | - Indicado ao Grammy Award de 2005 na categoria Melhor Performance Pop por um Duo ou Grupo com Vocal - Indicado ao VMA de 2005 na categoria Melhor Vídeo de Rock |
| “My Last Breath”                   | 2003              | 4:08    | Mystary EP                 | Amy Lee Ben Moody David Hodges                                          | |
| “Oceans”                           | 2011              | 3:49    | Evanescence                | Amy Lee Terry Balsamo Tim McCord                                        | |
| “Origin”                           | 2000              | 0:35    | Origin                     | Amy Lee Ben Moody                                                       | |
| “Never Go Back”                    | 2011              | 4:27    | Evanescence                | Amy Lee Terry Balsamo Tim McCord                                        | |
| “New Way to Bleed”                 | 2011              | 3:46    | Evanescence Deluxe Edition | Amy Lee Terry Balsamo                                                   | |
| “Say You Will”                     | 2011              | 3:43    | Evanescence Deluxe Edition | Amy Lee Terry Balsamo Tim McCord                                        | |
| “Secret Door”                      | 2011              | 3:53    | Evanescence Deluxe Edition | Amy Lee Will Hunt                                                       | |
| “Sick”                             | 2011              | 3:30    | Evanescence                | Amy Lee Terry Balsamo Tim McCord Will Hunt                              | |
| “So Close”                         | 1998              | 4:29    | Evanescence EP             | William Boyd Ben Moody Matt Outlaw                                      | |
| “Solitude”                         | 1998              | 5:44    | Evanescence EP             | —                                                                       | |
| “Sweet Sacrifice”                  | 2006              | 3:05    | The Open Door              | Amy Lee Terry Balsamo                                                   | |
| “Swimming Home”                    | 2011              | 3:43    | Evanescence                | Amy Lee Will Hunt                                                       | |
| “Snow White Queen”                 | 2006              | 4:22    | The Open Door              | Amy Lee Terry Balsamo                                                   | |
| “Taking Over Me”                   | 2003              | 3:50    | Fallen                     | Amy Lee Ben Moody David Hodges John LeCompt                             | |
| “The Change”                       | 2011              | 3:42    | Evanescence                | Amy Lee Terry Balsamo Tim McCord Will Hunt Troy McLawhorn               | |
| “The End”                          | 1998              | 2:00    | Evanescence EP             | Ben Moody                                                               | |
| “The Last Song I'm Wasting On You” | 2006              | 4:07    | Lithium - Single           | Amy Lee                                                                 | |
| “The Only One”                     | 2006              | 4:40    | The Open Door              | Amy Lee Terry Balsamo                                                   | |
| “The Other Side”                   | 2011              | 4:05    | Evanescence                | Amy Lee Terry Balsamo Tim McCord Will Hunt;                             | |
| “Thoughtless”                      | 2004              | 4:37    | Anywhere but Home          | James Shaffer Jonathan Davis Brian Welch Reginald Arvizu David Silveria | Cover da banda Korn. |
| “Tourniquet”                       | 2003              | 4:38    | Fallen                     | Amy Lee Ben Moody David Hodges Rocky Gray                               | |
| “Together Again”                   | 2010              | 3:18    | Together Again - Single    | Amy Lee                                                                 | |
| “Understanding”                    | 1998              | 7:22    | Evanescence EP             | —                                                                       | |
| “Weight of the World”              | 2006              | 3:37    | The Open Door              | Amy Lee Terry Balsamo                                                   | Foi lançado como single apenas na Colombia |
| “What You Want”                    | 2011              | 3:41    | Evanescence                | Amy Lee Terry Balsamo Tim McCord                                        | |
| “Where Will You Go?”               | 1998              | 3:53    | Evanescence EP             | Amy Lee Ben Moody                                                       | |
| “Whisper”                          | 1999              | 4:05    | Sound Asleep               | Amy Lee Ben Moody David Hodges                                          | |
| “Your Star”                        | 2006              | 4:43    | The Open Door              | Amy Lee Terry Balsamo                                                   | |

- Fundo amarelo indica single.